# Paralastor roseotinctus
Paralastor roseotinctus är en stekelart som beskrevs av Perkins 1914. Paralastor roseotinctus ingår i släktet Paralastor och familjen Eumenidae. Inga underarter finns listade i Catalogue of Life.